# Верхук, Уэсли
Уэсли Верхук (нидерл. Wesley Verhoek; родился 25 сентября 1986, Лейдсендаме, Нидерланды) — нидерландский футболист, нападающий.
У Уэсли есть младший брат Джон, который выступает в Германии.

## Клубная карьера

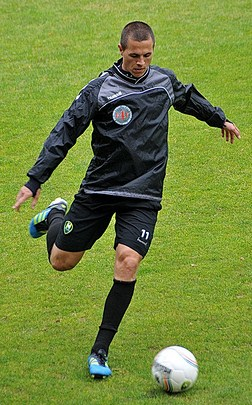
Верхук на тренировке «АДО Ден Хааг»

Верхук воспитанник футбольной академии «АДО Ден Хааг». Зимой 2005 года он дебютировал за основную команду в Эредивизи. Уэсли провёл в своем первом сезоне 9 матчей и забил 1 гол, чередуя выступления за основу с играми за молодёжный состав. В августе 2011 года АДО и английский «Ноттингем Форест» договорились о переходе футболиста за 2,5 млн фунтов, но Верхук отказался, мотивируя своё решение тоской по родине. За «Ден Хааг» Уэсли провёл 172 матча и забил 27 мячей.
В январе 2012 года Верхук перешёл в «Твенте». 24 марта в поединке против своей бывшей команды АДО Ден Хааг Уэсли дебютировал за новый клуб, выйдя на замену вместо Лероя Фера. 31 марта в матче против Роды он забил свой первый гол за «Твенте».
Летом 2012 года Верхук был обменян в «Фейеноорд», на Жерсона Кабрала. 15 сентября в матче против «Зволле» Уэсли дебютировал за новую команду. 21 октября в поединке против ВВВ-Венло он забил свой первый гол за «Фейеноорд» и помог команде победить. В начале 2015 года Верхук на правах аренды перешёл в «Гоу Эхед Иглз». После возвращения из аренды «Фейеноорд» объявил о расторжении контракта с Уэсли по взаимному согласию.
Летом того же года Верхук подписал соглашение с индийским «Пуна Сити». 14 октября в матче против «Дели Дайнамос» он дебютировал в Индийской суперлиге.
Завершил карьеру в 2018 году в составе клуба ДГК.